# Lista de prefeitos de Balneário Rincão
Esta é a lista de prefeitos do município de Balneário Rincão, estado brasileiro de Santa Catarina.
| N° | Prefeito                                | Partido                                          | Início do mandato     | Fim do mandato         | Observações |
| -- | --------------------------------------- | ------------------------------------------------ | --------------------- | ---------------------- | --- |
| 1  | Charles Oscar da Rosa                   | Partido do Movimento Democrático Brasileiro PMDB | 1° de janeiro de 2013 | 31 de março de 2013    | Presidente da Câmara de Vereadores do cargo de prefeito interinamente.                                                                                          |
| 2  | Décio Góes                              | Partido dos Trabalhadores PT                     | 1° de abril de 2013   | 31 de dezembro de 2016 | Prefeito eleito em sufrágio universal, inicialmente inelegível, mas com reversão da decisão judicial. Posteriormente vencedor da eleição suplementar de 03.2013 |
| 3  | Jairo Celoy Custódio                    | Partido do Movimento Democrático Brasileiro PMDB | 1° de janeiro de 2017 | 31 de dezembro de 2020 | Prefeito eleito em sufrágio universal. |
| 3  | Jairo Celoy Custódio                    | Movimento Democrático Brasileiro MDB             | 1° de janeiro de 2021 | 31 de dezembro de 2024 | Prefeito reeleito em sufrágio universal. |
| 4  | Luiz Gustavo da Luz Neto, Luiz Laurindo | Partido Social Democrático PSD                   | 1° de janeiro de 2025 | Atualidade             | Prefeito eleito em sufrágio universal. |